# Francisco Calderón Guardia
Francisco Calderón Guardia (San José, 23 de junio de 1906 - 16 de julio de 1977) fue un político costarricense. Fue hijo de Rafael Calderón Muñoz y Ana María Guardia Mora. Casó en primeras nupcias en 1937 con Leticia Gei Bernini, en segundas con Josefina González y en terceras en 1965 con María Luisa López Mejía.
Durante el gobierno de su hermano Rafael Calderón Guardia fue Secretario de Gobernación y carteras anexas (1940-1942) y de Seguridad Pública (1942-1944) y Tercer Designado a la Presidencia (1940-1944). Estuvo encargado interinamente del Ejecutivo del 1° al 5 de diciembre de 1941, por viaje del titular a Nicaragua. Posteriormente fue Primer Designado a la Presidencia (1944-1948).
Al término de la guerra civil de 1948 marchó con su hermano a Nicaragua y después a México, de donde regresó a Costa Rica en 1958. Fue diputado de 1958 a 1962.